# Pisione galapagoensis
Pisione galapagoensis är en ringmaskart som beskrevs av Westheide 1974. Pisione galapagoensis ingår i släktet Pisione och familjen Pisionidae. Inga underarter finns listade i Catalogue of Life.